# 07 Vestur
07 Vestur é uma agremiação esportiva das ilhas Feroé, fundada a 6 de novembro de 2007, sediada na ilha Vágar.

## História
O clube foi fundado a 18 de dezembro de 1993 como FS Vágar. Foi uma fusão das equipes da ilha MB Miðvágur e SÍF Sandavágur, a fim de aumentar o nível do futebol desta parte das Ilhas Faroé. O SÍ Sørvágur, também localizado no Vágar, participou da união em 1998. Logo, o clube recém-fundado promovido à liga nacional superior, em 1995, foi chamada 1. deild. Infelizmente, a equipe não foi capaz de garantir um lugar permanente em alto nível ao longo dos anos. Em 2003, o FS Vágar foi rebaixado. Logo depois, a aliança entre os três clubes fundadores começou a ruir, e o FS Vágar acabou sendo dissolvido no outono de 2004.
Apesar da controvérsia, muitas pessoas queriam manter o clube vivo ou, se isso não fosse possível, encontrar outro clube. Assim, em 8 de novembro de 2004, o clube foi refundado como FS Vágar 2004 (FSV04). No outono de 2007, houve sondagens sobre uma possível fusão entre FSV04 e SÍ Sørvágur, um dos membros da primeira encarnação do clube. As conversas evoluíram e foram concluídas com sucesso a 6 de novembro de 2007. O clube foi renomeado 07 Vestur, pouco depois. O novo nome se refere tanto ao ano de fundação como a localização da ilha, que é de aproximadamente 7° W. 
Atualmente mantém duas equipes masculinas e uma feminina. Em 2009, jogou na Ilhas Faroe Premier League, mas foi rebaixado e atuou na 1. deild em 2010. Ganhou a 1. deild e foi promovido para a Premier League. Em 2011, estava jogando na Premier League de futebol das Ilhas Faroé, mas novamente permaneceu por apenas uma temporada, terminando em nono, com 24 pontos e acabou rebaixado à 1. deild. A equipe recentemente ganhou a promoção para a Effodeildin, em 2012, depois de ganhar a 1. deild com 68 pontos.

## Títulos
1. deild
- Campeão: 2008, 2010, 2012;